# Mê sảng kích thích
Mê sảng kích thích, còn được gọi là mê sảng kích động, là một tình trạng biểu hiện kích động tâm thần, mê sảng và đổ mồ hôi. Nó có thể bao gồm các nỗ lực bạo lực, sức mạnh bất ngờ và nhiệt độ cơ thể rất cao. Các biến chứng có thể bao gồm tiêu cơ vân hoặc kali máu cao.
Nguyên nhân thường liên quan đến sử dụng ma túy dài hạn hoặc bệnh tâm thần. Các loại thuốc thường gặp bao gồm cocaine, methamphetamine hoặc một số cathinone thay thế. Ở những người mắc bệnh tâm thần, nhanh chóng dừng thuốc như thuốc chống loạn thần có thể gây ra tình trạng này. Cơ chế cơ bản được cho là liên quan đến rối loạn chức năng của hệ thống dopamine trong não. Chẩn đoán được công nhận bởi Đại học Bác sĩ Cấp cứu Hoa Kỳ nhưng không có trong Cẩm nang Chẩn đoán và Thống kê Rối loạn Tâm thần hoặc Phân loại Bệnh Quốc tế.
Điều trị ban đầu bao gồm các loại thuốc để làm dịu người bệnh như ketamine hoặc midazolam và haloperidol được tiêm bắp thịt. Làm mát nhanh có thể được yêu cầu ở những người có nhiệt độ cơ thể cao. Các biện pháp hỗ trợ khác như truyền dịch và natri bicacbonat có thể hữu ích. Nguy cơ tử vong trong số những người bị ảnh hưởng là dưới 10%. Nếu cái chết xảy ra, nó thường đột ngột và làm ngừng tim.
Mức độ thường xuyên xảy ra căn bệnh là không rõ. Nam giới bị ảnh hưởng thường xuyên hơn nữ giới. Những người chết vì tình trạng này thường là nam giới với độ tuổi trung bình là 36. Thông thường thực thi pháp luật đã sử dụng kích điện hoặc biện pháp vật lý trong những trường hợp này. Một tình trạng tương tự đã được mô tả vào những năm 1800 và được gọi là " Bellia mania ". Thuật ngữ "mê sảng" không được sử dụng cho đến những năm 1980.